# Czarny Młyn (powiat słupski)
Czarny Młyn (kaszb. Czôrny Młin, niem. Schwarzmühle) – zanikająca osada kaszubska w Polsce położona w województwie pomorskim, w powiecie słupskim, w gminie Główczyce. Wieś wchodzi w skład sołectwa Żelkowo.
W latach 1975–1998 miejscowość administracyjnie należała do województwa słupskiego.

## Nazwa
Nazwa miejscowości jest dokładną kalką pierwotnej nazwy niemieckiej Schwarzmühle o charakterze kulturowym, złożonej z dwóch elementów: przymiotnika schwarz „czarny” i nazwy pospolitej Mühle „młyn”.
Rada Języka Kaszubskiego proponuje kaszubską formę nazwy Czôrny Młin.

## Historia
W miejscowości znajdują się przedwojenne budowle: most, budynek mieszkalno-młyński oraz siłownia wodna. Młyn oraz siłownia wodna funkcjonowały do 1965 roku.